# Lee Tae-ran
Lee Tae-ran (tiếng Hàn: 이태란; sinh ngày 25 tháng 3 năm 1975) là một nữ diễn viên người Hàn Quốc.

## Danh sách phim

### Phim truyền hình
- My Beloved Children/My precious you (KBS 2008) (Jang In Ho)
- Những nàng công chúa nổi tiếng - Famous Princesses / Infamous Chil Sisters (KBS 2006) (Na Seol Chil)
- Ánh hồng cuộc sống - Rosy Life (KBS 2005) (Maeng Young Yi)
- Hãy yêu nhau đi - Marry me / The Marrying Type (MBC 2004) (Jin Soon Ae)
- Long Live Love (SBS 2003) (Lee Min Ju)
- Khăn tay vàng - Yellow Handkerchief (KBS 2003) (Yoon Ja Young)
- Who's My Love (KBS 2002) (Lee Ha Na)
- Navy (MBC 2001) (Park So Yeon)
- Gia đình hiện đại (CCTV-MBC 2001)
- More Than Love(MBC 2000) (Seo Hee Ju)
- Tạm biệt tình yêu của tôi - Goodbye My Love (MBC 1999) (Choi Heon Jung)
- Days of Delight (MBC 1999) (Yu Jung)
- Steal My Heart (SBS 1998) (Hee-soo)

### Phim điện ảnh
- Twenty again (Trở lại tuổi 20) (2015)
- Love Exposure (Tình yêu tội lỗi) (2007)
- My boss, my teacher (2005)
- Man Story (1998)

## Giải thưởng
- KBS Top Excellent award (2006)
- KBS Best couple (với Park Hae Jin) (2006)
- KBS Best Actress (2006)
- KBS Best Actress, Gold (2003)
- KBS Best Actress, Bronze (2002)
- SBS Top Talent, Gold (1998)